# ブルー スティンガー
『ブルー スティンガー』（BLUE STINGER）は、1999年3月25日にセガから発売された、ドリームキャスト用ホラーアクションアドベンチャーゲームである。開発会社はクライマックス・グラフィックス。※定価5800円 ※販売本数140,135

## あらすじ
西暦2000年、ユカタン半島沖の大地震により、新しい島ができ、恐竜が絶滅する原因となった隕石の落下地点に近いことから、ダイナソア島と名付けられた。
2018年、特殊海難救助隊の主人公エリオットは、ダイナソア島の沖でヨットに乗り、友人と休暇を楽しんでいた。この島は6500万年前に衝突した隕石のクレーターの中心に位置しており、現在はキムラという企業の拠点になっている。平和な時間もつかの間、突然島に異変が起こり、宇宙からの飛来物が激突し、大爆発とともに奇怪なモンスターが彼を襲った。海に落ちたエリオットは島の桟橋に流れ着く。人命救助のため、船長のドッグスや警備員のジャニーンと協力して島の調査に向かうことになるが、島では人があちこちで死んでいる。
降ってきた隕石の形成した光のドームに取り込まれてしまった。島の施設はコンピューターで制御されており、緊急事態が起こると主要ゲートを封鎖する仕組みになっている。
エリオットの友人ティムはドームに片手を突っ込んだまま固まり、彼の持っていたボトルはネフィリムという女神の像に姿が変わっていた。
エリオットは道中で出会ったドッグスとジャニーンの手助けを受け、島の謎を解き明かすことにした。

## 登場人物
キャラクターデザインはせがわまさき。クリーチャーデザインはロバート・ショート。
エリオット･G･バラード（Eliot G. Ballade）
本作の主人公。特殊海難救助隊の隊員で正義感が強い。困っている人を見ると手を差し伸べずにはいられない性格。
ドッグス･バウアー（Dogs Bower）
もう一人の主人公。米国と島を結ぶ輸送連絡船「ディアーナ号」の船長。エリオットとティムに船を貸す。軍務経験があり、銃器の扱いに長けているほか、格闘術にも功績がある。
ジャニーン･キング（Janine King）
ヒロイン。ダイナソアで警備員として勤務している。
ティム（Tim）
エリオットの友人で、ドッグスの部下。
ネフィリム（Nephilim）
謎の妖精。全身は酒瓶の中に入る大きさ。

## 音楽
作曲　佐橋俊彦　編曲/効果音　菊池幸範

## 関連ＣＤ
- STING ME / 歌：スカイビューティズ・ブルー / 日本コロムビア(1999/3/20) JAN：4988001269496

（ブルースティンガー CD-EX/セガドリームキャストゲームソフト/マキシ）
- ブルースティンガー オリジナルサウンドトラック / 日本コロムビア（1999/03/20）JAN：4988001269595

## 関連書籍
- ブルー スティンガー パーフェクトガイド / Dreamcast Magazine編集部 / アミューズメント書籍編集部(著者)/ ソフトバンクパブリッシング (1999/04/27) ISBN 9784797309362 ※絶版